# Кубок Ліхтенштейну з футболу 1985—1986
Кубок Ліхтенштейну з футболу 1985—1986 — 41-й розіграш кубкового футбольного турніру в Ліхтенштейні. Титул здобув Вадуц.

## Перший раунд
| Команда 1   | Рахунок | Команда 2 |
| ----------- | ------- | --------- |
| Ешен-Маурен | 1–2     | Бальцерс  |
| Трізенберг  | 6–7     | Трізен    |
| Руггелль    | 4–1     | Шан       |

Вільний від першого раунду Вадуц.

## 1/2 фіналу
| Команда 1 | Рахунок | Команда 2 |
| --------- | ------- | --------- |
| Бальцерс  | 1–0     | Руггелль  |
| Вадуц     | 5–1     | Трізен    |

## Фінал
| 30 серпня 1986 |

| Вадуц | 1–0 | Бальцерс |
| ----- | --- | -------- |
|       |     |          |

| Вадуц |